# Espírito de porco
Espírito de porco é uma expressão idiomática utilizada para se referir a uma pessoa cruel, ranzinza, que se especializa em complicar situações ou em causar constrangimentos.

## Origem
A origem desta expressão vem dá má fama do porco, associada à falta de higiene, à sujeira e - inclusive - à impureza.
Segundo o professor Ari Riboldi, essa má fama foi reforçada no período da escravidão, quando nenhum dos escravos queria ter a tarefa de matar os porcos nas fazendas. Nessa época havia uma crença de que o espírito do porco ficava no corpo de quem o matava e o atormentava pelo resto de seus dias.

## Na Prática
Para conduzir um porco (animal) sempre temos que fazer o movimento contrário ao que queremos. Por exemplo, se queremos que o porco vá pra frente, basta puxar (sem fazer força) o rabo dele pra trás. Em contrapartida para ele ir pra trás, puxamos a orelha pra frente (também sem aplicar muita força para não ferir o animal). Assim o porco se comporta como um teimoso, fazendo o contrário do que é forçado. O espirito de porco é aquela pessoa que age sempre da maneira contrária ao que deveria, fazendo o inverso sempre.